# Sunlight (single)
Sunlight is een single van de Londense dubstepband Modestep die werd uitgebracht op 12 augustus 2011. De plaat behaalde de 16de plaats in de Britse hitlijst en de 5de plaats in de Britse dans-hitlijst.

## Videoclip
Op 3 juli kwam de videoclip van Sunlight uit op YouTube. De clip toont 65+ers die plezier hebben en baldadig gedrag vertonen. Ze stelen alcoholische drank, nuttigen deze en gebruiken andere drugs (joint, lachgas). De clip is een parodie op (hang)jongeren.

## Tracklist
| 1.                 | Sunlight                        | 3:50 |
| 2.                 | Sunlight (Torqux & Twist Remix) | 5:18 |
| 3.                 | Sunlight (Jacob Plant Remix)    | 4:11 |
| Totale duur: 13:19 |                                 |      |